# Западно ратиште Америчког грађанског рата
Западно ратиште Америчког грађанског рата (енгл. Western Theater of the American Civil War) обухвата ратне операције у сливу реке Мисисипи и западним државама Конфедерације у току рата 1861-1865. Док су најпознатије битке грађанског рата без изузетка вођене на источном ратишту, у Вирџинији, где је Конфедерација концентрисала највећи део снага у намери да угрози Вашингтон и тако изнуди крај рата, на западу су за то време оперисале знатно мање, локалне снаге, које су се бориле за контролу над пловним путевима у сливу реке Мисисипи. Међутим, док је на истоку у прве три године војска Конфдерације под командом Роберта Лија задржала стратегијску иницијативу и постигла низ победа (све до битке код Гетисбурга), на западу је иницијатива све време остала на страни војске Уније, којом је командовао најспособнији генерал Севера, каснији главнокомандујући Јулисиз Грант.

## Ратне операције у 1861. години

### Борбе у Мисурију и Мисисипи
Док су се на источном ратишту, у Вирџинији, окупљале велике војске и водила одлучујућа битка код Бул Рана (21. јула), на западу су вођене мање борбе локалног значаја. Локалне трупе Конфедерације из Аркенсоа победиле војску уније на Вилсонс Крику у држави Мисури (10. августа). На горњем Мисисипију од маја се организовала речна флотила Уније од дрвених топовњача, гвоздених бродова и бомбарди под називом Западна флотила. Она је више од годину дана била у органском саставу трупа севера у државама Мисури и Кентаки, које су до краја 1861. сасвим потиснуле трупе Југа из Мисурија. За то време, на ушћу Мисисипија су трупе Југа успеле средином октобра да потисну ескадру Севера.

## Ратне операције у 1862. години

### Кентаки и Тенеси
Почетком 1862. на западу су трупе Севера предузеле офанзиву низ реку Мисисипи и уз реку Тенеси (енгл. Tennessee River) и Камберленд (енгл. Cumberland River). Генерал Јулисиз Грант је 1. фебруара са 15.000 људи и Западном речном флотилом кренуо уз реку Тенеси и 6. фебруара заузео Форт Хенри (енгл. Fort Henry). После тога речна флотила је уништила ратни материјал Југа и бродове у градњи у држави Алабама и вратила се у реку Охајо (енгл. Ohio River). Одатле је отпловила у реку Камберленд, где је са трупама Гранта 16. фебруара заузела Форт Донелсон (енгл. Fort Donaldson). Трупе Југа под Албертом Џонстоном биле су принуђене да се повуку према својој другој линији одбране дуж железничке пруге Мемфис - Чатануга. Линколн је наредио да се током марта главнина снага прикључи Грантовим трупама код Питсбург Лендинга (енгл. Pittsburg Landing, Tennessee) на реци Тенеси. На страни Југа су Џонстон и Борегар код Коринта концентрисали око 40.000 људи и пошли према Питсбург Лендингу да би напали Гранта пре доласка појачања. Грант их је тукао 6. и 7. априла у бици код Шајлоа. Ту је погинуо јужњачки командант Алберт Џонстон. Сецесионистичке трупе су се после битке под Борегаром повукле према Коринту.
У међувремену је генерал Џорџ Поуп, командант снага Севера у Мисурију, уз помоћ западне флоте заузео Њу Медрид (енгл. New Madrid) и појачао остале снаге које су споро и опрезно наступале према Коринту. 30. маја заузеле су Коринт, одакле су сецесионисти одступили, а 3. јуна и Мемфис. Речна флотила Севера кренула је низ Мисисипи и са наизменичном срећом борила се са батеријама, утврђењима и речном флотилом Југа коју је поразила 6. јуна код Мемфиса. Офанзива Севера окончана је заузећем подручја Кентакија и западног Тенесија, запоседањем железничке пруге Мемфис-Чарлстон, успостављањем веза јужних са западним регионима и ослобођењем долине Мисисипија до Виксбурга.
После освајања Коринта унионисти су пропустили да свим снагама гоне трупе Југа које су се повлачиле. Доцније су, надирући према југу, извојевали неколико успеха. Грант је стигао пред Виксбург и започео опсаду.

### Лујзијана
Флотила Севера одређена за форсирање улаза у Мисисипи под командом Дејвида Ферегата стигла је 18. марта пред ушће Мисисипија и сјединила се са флотилом бомбарди. Операција форсирања улаза у Мисисипи почела је 24. априла после вишедневног бомбардовања улазних форова. Њу Орлеанс, највећи град и лука Конфедерације, предао се без борбе 1. маја 1862. Због недовољних снага копнене војске и немогућности да добије појачања, Ферегат није успео да успостави контролу над средњим током Мисисипија до краја 1862. Блокадна и оперативна флота Севера водиле су у току године успешна дејства на обалама Мексичког залива, потпомагале при освајању подручја на југу Лујзијане, у операцијама против лука и залива сецесиониста на обалама Атлантског океана, и обезбедиле трупама копнене војске да дејствују у позадини сецесиониста у Северној Каролини.

## Ратне операције у 1863. години

### Освајање Мисисипија и расцеп Конфедерације
Почетком фебруара 1863. речна флотила Севера (117 бродова) стигла је до Виксбурга на левој обали реке Мисисипи, где је Грант концентрисао своју армију од готово 60.000 војника. Виксбург је заузет 4. јула 1863, после 5 месеци опсаде, захваљујући тесном садејству Грантове армије и речне флотиле.
У исто време адмирал Дејвид Ферегат је оперисао на доњем току Мисисипија ради ликвидирања утврђења која су у току зиме подигли сецесионисти, и ради обезбеђења пловидбе Мисисипијем. Освајањем Виксбурга и Порт Хадсона (9. јула), снаге Севера су обезбедиле превласт на целом току реке Мисисипи.
Источне државе Конфедерације биле су коначно одвојене од западних и питање исхране војске Југа постало је веома тешко. 

### Освајање Тенесија
Појачања која је Џеферсон Дејвис упутио у источни Тенеси извојевала су Конфедерацији 19. и 20. септембра победу на реци Чикамоги (енгл. Chickamauga River), али је Грант, који је постао командант свих снага Севера на западу, победом код Чатануге (23-25. новембра) прикључио Унији сву област до Алигенских планина (енгл. Allegheny Mountains).

## Ратне операције у 1864. години

### Поморска блокада јужне обале
Ескадра под командом адмирала Ферегата стигла је у јануару пред Мобил, једину већу луку Конфедерације (у држави Алабама) у Мексичком заливу, преко кога су се по губитку Мисисипија снабдевале трупе Конфедерације у басену Тенесија, и отпочела блокаду. По доласку монитора, 5. августа, флота Уније форсирала је улаз у луку, уништивши све бродове Конфедерације у Мобилу (1 оклопњачу и 4 топовњаче). Падом Мобила Конфедерација је изгубила своје једино веће упориште на јужној обали, а њена ратна морнарица престала је да постоји.

### Тенеси, Џорџија и Шерманов поход
Пошто врховни командант Уније, Хенри Хелек (енгл. Henry Halleck), није за 18 месеци успео да координира покрете далеко надмоћнијих армија Севера, Линколн је на његово место поставио Гранта, који се у досадашњем току рата показао као далеко најспособнији генерал Уније. На западном ратишту наследио га је генерал Вилијем Текумсех Шерман, који је са три армије стајао против Џозефа Џонстона (енгл. Joseph E. Johnston), који је преузео команду над тученом армијом Југа у Тенесију. Шерман је освојио Тенеси и продро у Џорџију све до Атланте, али је дозволио да се армија Југа повуче. Незадовољан Џонстновом оклевајућом тактиком, председник Конфедерације Џеферсон Дејвис заменио га је Џоном Худом (енгл. John Bell Hood), који је до краја јула изгубио три битке и најзад евакуисао Атланту. После тога је кренуо према западу да нападне Шерманове комуникације, али је 15. децембра нападнут концентрисаним снагама униониста код Нешвила и побеђен у дводневној бици. Худ се повукао преко Тенесија, али је његова армија практички престала да постоји. Шерман је 15. новембра кренуо из Атланте са 60.000 људи и извео до 21. децембра гласовити марш кроз Џорџију према мору (Шерманов поход) у Севену, једну од последњих лука Конфедерације на обали Атлантика, пустошећи крајеве из којих се Југ снабдевао храном. Иако је Шерман кренувши на исток игнорисао преостале снаге Конфедерације на западном ратишту, преостале јединице Југа на западу биле су крајем 1864. лишене снабдевања муницијом (због блокаде Мобила и Мисисипија) и храном (због Шермановог пустошења руралних подручја Џорџије). Без муниције и хране, већина преосталих јужњачких јединица убрзо се растурила, а организовани отпор Конфедерације на западу углавном је престао.

### Победа Уније на западном ратишту
Шермановим продором кроз Џорџију све до Атлантика и освајањем Саване (21. децембра 1864), борбе на западном ратишту Америчког грађанског рата биле су практично завршене. Једине области под контролом Конфедерације у којима се могао пружати организовани отпор биле су Вирџинија и обе Каролине, док се на западу отпор сецесиониста свео на ситне и неповезане акције разбијених герилских одреда. Тако је главнина снага Уније под Шермановом командом почетком 1865. прешла на источно ратиште, где су учествовале у освајању Јужне и Северне Каролине.